# Berlin (New Jersey)
Berlin ist eine Gemeinde (borough) innerhalb des Camden Countys im Bundesstaat New Jersey in den Vereinigten Staaten. Das U.S. Census Bureau ermittelte bei der Volkszählung 2020 eine Einwohnerzahl von 7489.
Berlin ist Teil der Metropolregion Delaware Valley.

## Geschichte
Was heute Berlin ist, war in früheren Zeiten als Longacoming bekannt. Lokale amerikanische Ureinwohner benutzten den Lonaconing Trail, um den Reiseweg zu beschreiben, der durch das Gebiet verlief und die Jersey Shore mit dem Delaware River verband. Eine andere Überlieferung zitiert frühe europäische Besucher, die am Kopf des Great Egg Harbor River einen Bach vorfanden und die Ruhepause als Long a coming (Lange auf sich warten lassen) schätzten.
Long-A-Coming wurde zu einem Haltepunkt für Postkutschen, der auf halbem Weg zwischen Philadelphia und Atlantic City lag. Nach der Gründung von Camden County im Jahr 1844 wurde der Ort kurzzeitig zum County Seat ernannt (als das Gebiet noch zu Waterford Township gehörte), bis der Sitz 1848 in die Stadt Camden verlegt wurde. 1853 wurde eine Eisenbahnlinie gelegt. Drei Jahre später wurde der Long-A-Coming-Bahnhof gebaut. Im Februar 1867 wurde der Bahnhof in Magnolia umbenannt. Dies sorgte für Verwirrung, da es in der Nähe eine Gemeinde namens Magnolia gab. Drei Monate später wurde der Name des Bahnhofs in Berlin geändert. Der Name könnte in Anlehnung an die Stadt Berlin in Deutschland gewählt worden sein, wobei die genaue Namensherkunft ungewiss ist.

## Demografie
Nach einer Schätzung von 2019 leben in Berlin 7536 Menschen. Die Bevölkerung teilte sich im selben Jahr auf in 89,8 % Weiße, 3,6 % Afroamerikaner, 1,9 % Asiaten und 3,4 % mit zwei oder mehr Ethnizitäten. Hispanics oder Latinos aller Ethnien machten 4,4 % der Bevölkerung aus. Das mittlere Haushaltseinkommen lag bei 97.003 US-Dollar und die Armutsquote bei 3,5 %.

## Infrastruktur
Die U.S. Route 30 ist die Hauptverkehrsstraße für Berlin. Die New Jersey Route 73 streift auch die Ostseite der Gemeinde.
NJ Transit Busse verkehren im Borough auf der Linie 554, die zwischen dem Bahnhof Lindenwold und Atlantic City verkehrt.
Der Camden County Airport befindet sich eine Meile südwestlich der Innenstadt.
Berlin wurde früher von der Berlin Railroad Station bedient.

## Persönlichkeiten
- Isaiah Young (* 1998), Fußballspieler